# Síndrome de couvade
A síndrome de couvade (do francês couver, "incubar", "chocar") é uma característica que acontece em  alguns homens durante a gravidez de sua mulher. Em geral, esta característica natural se manifesta no homem ou pessoas bem próximas à grávida, com a aparição dos sintomas da gravidez próprios da mulher gestante. No âmbito da antropologia, contudo, o termo couvade (cuvád) tem outro sentido, remetendo a um costume dos índios sul-americanos de os maridos se deitarem dias inteiros após o parto de suas esposas.

## Na medicina moderna

### Características
Esta característica pode aparecer nos homens por volta do terceiro mês de gravidez ou próximo ao parto. A probabilidade de experimentá-la é de 10% se a gravidez é normal e de 25% se é de risco, seja em maior ou menor grau. À parte os sintomas de gravidez, pode-se sentir, também, ciúmes e temores pela chegada da criança e estresse ante a responsabilidade de estar com uma mulher diferente devido às mudanças hormonais que esta sofre pela gravidez (principalmente as mudanças no estado de humor).
Alguns estudos consideram esta característica como fundamental para o cuidado do recém nascido humano. Através deste processo, o nível de testosterona do homem diminui, e assim ele se sente mais envolvido nos cuidados afetivos e práticos de sua paternidade, respeitando o tempo de sexualidade de sua companheira e sendo mais ativo em sua paternidade.

### Sintomas
Alguns sintomas que podem aparecer no homem que sofre de tal síndrome:
- Aumento de peso
- Enjoos
- Hipersensibilidade emocional e irritabilidade
- Dor de dentes
- Cãibra
- Náuseas e tonturas
- Dores abdominais
- Rejeição ao sabor de certas comidas

## Na antropologia
Na antropologia, a couvade é o conjunto de interdições e de ritos característicos da cultura de determinados povos — como os indígenas sul-americanos — que um homem está obrigado a realizar durante a gravidez da mulher e logo após o nascimento da criança, quando a mulher sai diretamente para suas obrigações e o homem se deita ritualisticamente para "sofrer" o resguardo. O termo equivalente na língua portuguesa para este costume é recolhimento.